# برانچویل (کارولینای جنوبی)
برانچویل(به انگلیسی: Branchville) شهری در ایالت کارولینای جنوبی کشور ایالات متحده آمریکا است که جمعیت آن در سرشماری سال ۲۰۱۰ میلادی، ۱٬۰۲۴ نفر بوده‌است.